# Шуттерталь
Шуттерталь (нем. Schuttertal) — община в Германии, в земле Баден-Вюртемберг. 
Подчиняется административному округу Фрайбург. Входит в состав района Ортенау.  Население составляет 3228 человек (на 31 декабря 2010 года). Занимает площадь 50,28 км².
Коммуна подразделяется на 3 сельских округа.